# Joseph E. Schuëcker
Joseph E. Schuëcker (* eigentlich Schuöcker, 19. Mai 1886 in Leipzig; † 19. Dezember 1938 in Los Angeles) war ein österreichischer Harfenist und Musikpädagoge.

## Leben und Werk
Joseph E. Schuëcker war Schüler seines Vaters Edmund Schuëcker und von 1900 bis 1901 von Antonio Zamara am Konservatorium der Gesellschaft der Musikfreunde in Wien.
Schuëcker war von 1904 bis 1905 und 1908 bis 1909 erster Harfenist des Pittsburgh Symphony Orchestra. 1909 folgte er seinem Vater als Harfenist beim Philadelphia Orchestra. Von 1911 bis 1913 wirkte er als Harfenist der Henry Savage Grand Opera Company in Boston. Von 1915 bis 1920 lehrte er am Carnegie Institute in Philadelphia. Von 1926 bis 1930 spielte er wieder im Pittsburgh Symphony Orchestra.
Er war Autor des Werkes History of the Harp.